# Пассанг Церінг
Пассанг Церінг (англ. Pasang Tshering, нар. 16 липня 1983, Тхімпху) — бутанський футболіст, півзахисник клубу «Тхімпху Сіті».
Виступав також за клуби «Транспорт Юнайтед» і «Друк Старз», а також національну збірну Бутану.
П'ятиразовий чемпіон Бутану. 

## Клубна кар'єра
У дорослому футболі дебютував 2003 року виступами за команду клубу «Транспорт Юнайтед», в якій провів шість сезонів, протягом яких тричі вигравав національну футбольну першість. 
Своєю грою за цю команду привернув увагу представників тренерського штабу клубу «Друк Старз», до складу якого приєднався 2009 року. Відіграв за команду з Тхімпху наступні три сезони своєї ігрової кар'єри. 2009 року учетверте став чемпіоном Бутану.
2012 року грав за клуб «Зімдра», а наступного року перейшов до «Тхімпху Сіті», з яким 2016 року здобув свій п'ятий титул чемпіона країни. 

## Виступи за збірну
2003 року дебютував в офіційних матчах у складі національної збірної Бутану. До 2015 року провів за неї 36 ігор, в яких забив п'ять голів.

## Титули і досягнення
- Чемпіон Бутану (5):

«Транспорт Юнайтед»:  2005, 2006, 2007
«Друк Стар»:  2009
«Тхімпху Сіті»:  2016